# Poydras
Poydras – jednostka osadnicza w Stanach Zjednoczonych, w stanie Luizjana, w parafii St. Bernard.